# Aubry de La Mottraye
Aubry de La Mottraye (1674 circa – Parigi, 1743) è stato uno scrittore e viaggiatore francese.

## Biografia
La famiglia di Aubry si trasferì in Inghilterra a causa della persecuzione religiosa in Francia.
Il giovane ricevette una buona educazione e nel 1696 iniziò a viaggiare perlustrando Nord Europa, Crimea, Vicino Oriente, Russia, Prussia e Polonia.
Durante il primo viaggio si spostò da Parigi a Roma, da Alessandria a Lisbona per poi tornare in Inghilterra. Successivamente salpò da Gravesend alla volta di Smirne con l'intento di visitare le isole dell'Egeo.
Scrisse numerosi resoconti dei suoi viaggi, descrivendo dettagliatamente città, luoghi naturali ed episodi di vita quotidiana.
Visitò Nicomedia, rimase a Bursa fino al 1703 e a Malta e a Barcellona sino al 1710, partendo da Costantinopoli.
Dopo una serie di spostamenti nel Nord Europa tornò a Costantinopoli.

## Opere
- (FR) Voyages en Europe, Asie & Afrique, vol. 1, L'Aia, T. Johnson & J. van Duren, 1727.
- (FR) Voyages en Europe, Asie & Afrique, vol. 2, L'Aia, T. Johnson & J. van Duren, 1727.